# تفاحة ذهبية

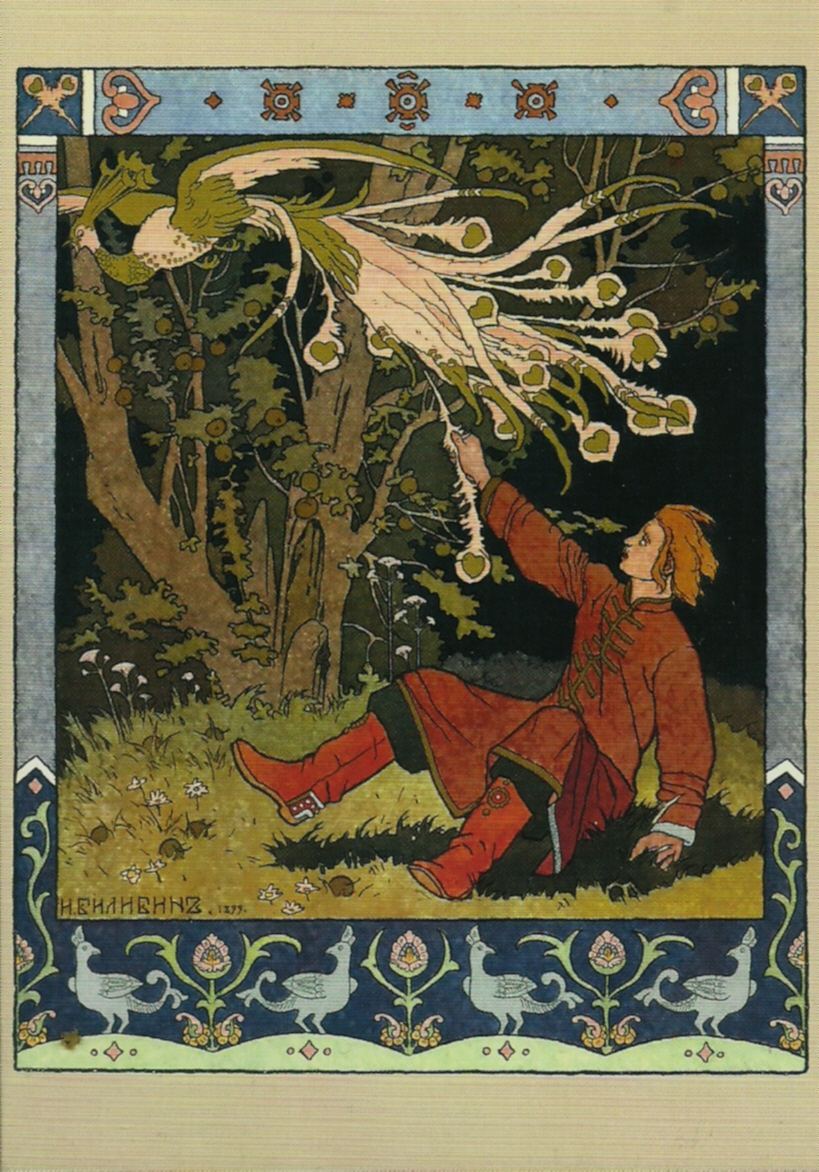
إيفان تساريفيتش يمسك فايربيرد الذي يحاول سرقة التفاح الذهبي في تسارفيتش إيفان وطائر النار والذئب الرمادي.

التفاحة الذهبية (بالإنجليزية: The golden apple)‏، هو عنصر يظهر في العديد من الأساطير الشعبية والقصص الخيالية الوطنية أو العرقية. وتتكرر في هذه القصص ثيمة البطل (مثل هرقل أو فات فروموس) الذي يستعيد التفاحات الذهبية التي تم إخفاؤها أو سرقتها على يد خصم وحشي. كما تظهر التفاحات الذهبية على غصن فضي من عالم آخر في الأساطير الإيرلندية، حيث ترتبط بعالم ما وراء الطبيعة وعناصر السحر والأسطورة.

## في الأساطير العالمية

### الأساطير الإيرلندية
يعد دور التفاحة الذهبية في الفولكلور الإيرلندي أقل أهمية وتحديدًا، حيث إنها عنصر مرتبط بغصن الفضة أو الغصن الفضي، وهو رمز متصل بعالم السلتيين الآخر.

#### غصن التفاح
يمتلك الإله البحري الإيرلندي وحارس العالم الآخر، مَنَنان ماك لير، الغصن الفضي المزدان بتفاحات ذهبية في قصة رحلة كورماك (Echtra Cormaic). ومع ذلك، تشير النصوص المتنوعة إلى أن هذه "التفاحات" ليست في الواقع فواكه، بل كرات من الذهب الأحمر معلقة على غصن موسيقي. وقد أكدت ذلك معاجم اللغة الإيرلندية، حيث تُعرّف هذه "التفاحات" بأنها "كرات موسيقية" وليست فاكهة.
تمت مقارنة ذلك بـ"غصن فضي من شجرة التفاح المقدسة التي تحمل أزهارًا"، الذي واجهه بران ماك فيبايل في قصة رحلة بران (The Voyage of Bran). لكن في هذا السرد، لا تظهر ثمار التفاح الذهبية. ويُقال إن هذا الغصن جاء من "إماين"، التي تُفَسَّر بأنها إماين أبلَخ المرتبطة بمَنَنان ماك لير وفقًا لبعض المفسرين اللاحقين، رغم أن دراسة إلينور هول حول الغصن الفضي لم تعترف بها إلا باعتبارها إماين ماخا الخاصة برجال ألستر.

### مقتل أبناء تيرين
في ملحمة مقتل أبناء تيرين التي تروي قصة رحلة أبناء تيرين (براين، يوخار، ويوخاربا)، تضمنت العناصر المطلوبة كتعويض (éric) من لوغ لامفادا "التفاحات الذهبية" من حديقة الهسبيريديس. تتميز هذه التفاحات بأنها ذات مذاق يشبه العسل، ولها قوى شفائية، ولا تنقص مهما أُكلت. بالإضافة إلى ذلك، يمكن إلقاؤها لتنفيذ المهام حسب الرغبة، وتعود دائمًا إلى أصحابها بعد إتمام المهمة.

## طالع أيضًا
- فاكهة محرمة
- ثمرة ليمونية
- إدون